# Bauli
Bauli S.p.A. è un'azienda alimentare italiana di prodotti da forno come pandori, panettoni, colomba e cornetti, fondata a Verona nel 1922 dal pasticciere Ruggero Bauli. Tra le maggiori realtà industriali del settore, ha sede a Castel d'Azzano (VR).

## Storia
Fu fondata da Ruggero Bauli nel 1922 a Verona. La quota di mercato del marchio Bauli nei cosiddetti prodotti da ricorrenza (colombe, pandori e panettoni) si attesta sul 25% mentre quella nei cornetti da colazione è di oltre il 22%.
La superficie totale degli stabilimenti è pari a 420.000 m², di cui 54.000 m² disposti nei magazzini centrali presso i siti produttivi,
con un totale medio di 1214 dipendenti su 4 stabilimenti produttivi per complessive 31 linee di produzione e 27 centri distributivi.
Il gruppo conta 170 tipologie di prodotto e 697 referenze nel mercato dei prodotti da forno.
La produzione si aggira sui 7 milioni di pandori, 8,2 milioni di panettoni tradizionali, circa 4 milioni di colombe tradizionali e 4 milioni di uova di cioccolato, 400 milioni di cornetti, oltre a merendine dei piccoli e altri prodotti a base di pasta sfogliata e biscotti.
Nel 2004 Bauli ha acquistato l'azienda F.b.f. e nel 2006 l'azienda trevigiana Doria, produttrice dei biscotti a marchio Bucaneve, Atene e Doriano.
Il 31 luglio 2009 Bauli ha acquisito dal gruppo Nestlé i prodotti da forno commercializzati con i marchi Motta, Alemagna, "Tartufone Motta", "Trinidad" e "Gran Soffice" e del connesso sito produttivo di San Martino Buon Albergo (VR).
Il 9 febbraio 2013 Bauli ha rilevato il gruppo Bistefani, produttore dei Krumiri. Tre anni più tardi, nel marzo 2016, ha chiuso lo stabilimento di Casale Monferrato dell'azienda.
Nel novembre 2017 ha inaugurato la sua prima fabbrica di croissant in India, a Baramati, con un investimento di 34 milioni di euro. Il programma è di investire complessivamente 80 milioni in tre anni e fare dell'India il secondo mercato della Bauli.
Nel 2018 Bauli ha riportato un fatturato di gruppo pari a 472,6 milioni di €, con un utile netto pari a 10,2 milioni di € ed un EBITDA di 42,5 milioni di €.

## Sponsorizzazione
Bauli ha sempre legato il proprio marchio al colore lilla delle confezioni. Si ricordano la lunga campagna pubblicitaria con la canzone Ba-ba Bauli, e altri slogan come È Natale, è Bauli e, dal 2005 la canzone natalizia A Natale puoi. Nel 2008 è stata lanciata la nuova canzone Prenditela morbida.
Un'indagine demoscopica riporta un indice di fiducia del 70% e del 97% di riconoscibilità spontanea del marchio.
Bauli ha promosso insieme con la Federazione Italiana Nuoto il progetto di Dolce far Nuoto, che ha nella nuotatrice Alessia Filippi il suo testimonial ufficiale.